# 昭義
昭義，又名泽潞，唐朝地名，治所在今潞州（今山西長治），轄區大概是唐代的邢州（今河北邢臺）、洺州（今河北永年東南）、磁州（今河北磁縣）、澤州（今山西晉城）、潞州五州，約是今日山西省東南部與河北省西南部。